# Осьно-Друге
Осьно-Друге (пол. Ośno Drugie) — село в Польщі, у гміні Александрув-Куявський Александровського повіту Куявсько-Поморського воєводства.
Населення — 202 особи (2011).
У 1975-1998 роках село належало до Влоцлавського воєводства.

## Демографія
Демографічна структура станом на 31 березня 2011 року:
|          | Загалом | Допрацездатний вік | Працездатний вік | Постпрацездатний вік |
| -------- | ------- | ------------------ | ---------------- | -------------------- |
| Чоловіки | 109     | 24                 | 71               | 14                   |
| Жінки    | 93      | 21                 | 53               | 19                   |
| Разом    | 202     | 45                 | 124              | 33                   |